# Gueorgui Dobrovolski
Gueorgui Timoféyevich Dobrovolsky (en ruso: Гео́ргий Тимофе́евич Доброво́льский, romanización Georgij Timofeevič Dobrovol'skyj) (Odesa, RSS de Ucrania, 1 de junio de 1928-espacio exterior, 30 de junio de 1971) fue un piloto y cosmonauta soviético. Casado con Liudmila T. Stébleva, con la que tuvo dos hijas: Marina (1959) y Natalia (1967).

## Semblanza
Se graduó en la   Academia de las Fuerzas Aéreas en Mónino, cerca de Moscú, en 1961. Alcanzó el grado de teniente coronel en las Fuerzas Aéreas Soviéticas.
Ingresó en el cuerpo de cosmonautas el 8 de enero de 1963 en el Grupo 2 de las Fuerzas Aéreas. Se entrenó desde esa fecha hasta el 21 de enero de 1965, momento desde el que esperó que le asignaran misión. Fue el segundo tripulante de reserva de la misión Soyuz 4 (lanzada el 24 de enero de 1969) y también formó parte de la segunda tripulación de reserva de la Soyuz 10 (lanzada el 22 de abril de 1971).
Fue finalmente asignado a la misión Soyuz 11, donde se batió el récord de permanencia en el espacio y se logró habitar por primera vez una estación espacial, la Salyut 1. Durante el regreso a tierra la nave se despresurizó  y los cosmonautas, que no llevaban trajes espaciales, fallecieron.
Sus restos están enterrados en la Necrópolis de la Muralla del Kremlin de Moscú.

## Reconocimientos
- En su honor fueron llamados una calle de Kaluga, una avenida y una escuela en Odesa.
- El asteroide (1789) Dobrovolsky recibió su nombre.
- El cráter lunar Dobrovol'skiy lleva este nombre en su honor.